# SN 2007af
SN 2007af — сверхновая звезда типа Ia, вспыхнувшая 1 марта 2007 года в галактике NGC 5584, которая находится в созвездии Дева.

## Характеристики
Сверхновая была зарегистрирована
японским астрономом-любителем Коити Итагаки (англ. Koichi Itagaki). Вспышка принадлежит к характерному типу Ia, то есть источником взрыва была компактная остывшая звезда в двойной системе — белый карлик. Скорость распространения звёздного вещества, разносимого ударной волной, составляет у подобных сверхновых около 15000 км/с. Исследования трёх основных фаз взрыва SN 2007af показали, что основная масса вещества, уносимая ударной волной, принадлежала межзвёздной среде, а не околозвёздному окружению, в отличие, к примеру, от сверхновой SN 2006X, где взрыв сильно взаимодействовал с окружающим двойную звезду веществом. Местоположение SN 2007af определяется 40" к западу и 22" к югу от центра родительской галактики; расстояние до неё составляет около 75 миллионов световых лет.